# Багайчхари
Багайчхари (бенг. বাঘাইছড়ি, англ. Bagaichhari) — город на юго-востоке Бангладеш, административный центр одноимённого подокруга. Площадь города равна 23,31 км². По данным переписи 2001 года, в городе проживало 14 308 человек. Плотность населения равнялась 614 чел. на 1 км². Уровень грамотности населения составлял 45,4 % (при среднем по Бангладеш показателе 43,1 %).